# Stictolampra krasnovi
Stictolampra krasnovi är en kackerlacksart som beskrevs av Bei-Bienko 1969. Stictolampra krasnovi ingår i släktet Stictolampra och familjen jättekackerlackor. Inga underarter finns listade i Catalogue of Life.